# 立川志らく
立川 志らく（たてかわ しらく）は、江戸・東京の落語の名跡。この名前を名乗った落語家は、5人前後いるとされている。亭号は立川の他に翁家、升々亭などがあった。
1. 朝寝坊志らく - 後∶柳亭左好
2. 朝寝坊志らく - 六代目橘家小圓太が改名。
3. 立川志らく - 本記事で詳述。

立川 志らく（たてかわ しらく、1963年〈昭和38年〉8月16日 - ）は、日本の落語家、映画評論家、映画監督、コメンテーター、YouTuber。落語立川流、ワタナベエンターテインメント（文化人部門）所属。一般社団法人落語立川流副代表。日本映画監督協会にも所属。妻は女優の酒井莉加。東京都世田谷区出身。

## 来歴
父親がギタリストの新間英雄、母親が長唄の師匠という著名人の家庭で育ち、中学生の頃から落語と映画を好きになる。2歳下の弟が居る。弟はサラリーマン勤めをしていたが、40歳で父と同じギタリストに転向する。父親が落語好きで、小学校高学年の頃から家にあった落語の本とレコードで落語に親しみはじめた。祖父は昭和の名灸師である深谷伊三郎。祖父も志らくと同じく日本大学卒である。深谷は父方の姓であり、新間は母方の姓である。父英雄が結婚する際、新間姓になる事を条件な出された為、新間姓となる。
因みに両親はラフな格好で師匠談志に挨拶に行き、あまりにも物怖じしなかった為、志らくは談志から「お前の親はすげぇな」と言われた事がある。
世田谷区立山崎小学校、世田谷区立山崎中学校を卒業後、日大三高から日本大学芸術学部・大学院芸術学研究科芸術学部演劇学科に進学、落語研究会（日本大学芸術学部落語研究会）に所属する。
1985年10月、4年生のときに同サークルのOB高田文夫の紹介で七代目立川談志に入門し、前座名「立川志らく」（師匠の談志がフランスの政治家ジャック・シラクにちなんで命名）を名乗る。大学はその後中退。1988年3月に二ツ目に昇進。
1990年代には兄弟子朝寝坊のらくと立川談春とともに立川ボーイズを結成、深夜番組『平成名物TV』ではコントグループの一員として活動する。
1992年、自身が筆頭となって「“超”放送禁止落語界」と題した寄席を開催する。皇室罵倒・差別用語連発の演目を披露し「次回の会がもしなくなったら何者かのクレームにより演者が危急に陥ったということ」と笑いを取っていたが、部落解放同盟関係者から演目をすべて録音され、同団体からの糾弾を受ける。
1995年11月に真打に昇進。真打昇進までは古典落語に打ち込んでいたが、昇進後はシネマ落語などの分野を開拓する。2001年、彩の国落語大賞を受賞。2003年より劇団下町ダニーローズを主宰し、舞台演出家・脚本家としても活動している。2014年現在まで16回の公演を担当している。
2015年1月から独演会「立川志らく落語大全集」を開始。16年かけて203席を演じる予定である。
2018年から2022年まで5年連続で、『M-1グランプリ』の決勝の審査員を務めた。ジャルジャルやトム・ブラウン、ランジャタイ、ヨネダ2000に高得点をつけるなど、前衛的な漫才を積極的に評価して独自の立ち位置を確立した。なお、2018年から2022年現在M-1で審査員として出演した回の最終決戦ではすべて志らくが投票したコンビが優勝している。
2022年、公式YouTubeチャンネルを開設する。同年末の時点で登録者数は1万人を超え、2022年12月の収益は580円だった。
2024年6月、落語立川流の一般社団法人化に伴い、立川談春とともに副代表に就任した。
2025年7月26日、持病の坐骨神経痛の悪化により、当面休養することを発表した。8月1日、入院し手術を終えたことを報告。8日、退院。

## 芸歴
- 1985年10月 - 七代目立川談志に入門、「志らく」を名乗る。
- 1988年3月 - 二ツ目昇進。
- 1995年11月 - 真打昇進。

## 人物

### 趣味・趣好
- 歌謡曲ファンとして知られる。学生時代から好きなアイドルは柏原芳恵[14][15]。
- 戦前歌謡から近年の演歌・歌謡曲まで造詣が深く、演歌歌手の石原詢子と香西かおりのファンである[16]。2020年放送の『グッとラック!』では「今聴きたいあの名曲」として石原の「ふたり傘」をあげた[17]。
- 映画好きでも知られ、1997年に『異常暮色』で映画監督デビュー。映画監督として日本映画監督協会にも所属している。映画雑誌『キネマ旬報』に映画エッセイ「立川志らくのシネマ徒然草」の連載を持ち、同連載は1996年と1999年・2011年・2021年に「キネマ旬報ベストテン」の読者賞を受賞した。映画関連ではほかにも、映画専門チャンネルのスターチャンネルで2008年から映画解説者の一員となり[18]、独演会では映画を落語にした「シネマ落語」などの活動を行っている[19]。
- 大林宣彦を敬愛しており[20][21]、大林作品で一番好きな『あした』を2008年6月、劇団「下町ダニーローズ」の第9回公演（紀伊國屋ホール）で『あした～愛の名言集』というタイトルで舞台化した[20][21][22]。
- 現在の日本映画界を嘆いており、小津安二郎や黒澤明が撮るような重厚な作品が日本映画界の中心にあるべきだと苦言を呈している[23]。一方で、黒澤明監督の作品を映画賞をもらってから観始めた北野武については、『菊次郎の夏』『Dolls』を傑作と認めている[24]。
- 中日ドラゴンズのファンで、かつてコメンテーターを務めたラジオ番組『くにまるジャパン』（文化放送）では、中日ドラゴンズについて語ることがあった。東京出身であるが、10歳のときに初めて明治神宮野球場に行って観戦したのがヤクルトスワローズ対中日ドラゴンズ戦であり、それがファンになったきっかけであると語っている[25]。
- アニメ好きであるものの、アンチジブリ・アンチ宮崎駿を以前NHK BS1のアニメ特集番組、BSアニメ夜話の『クレヨンしんちゃん 嵐を呼ぶ モーレツ!オトナ帝国の逆襲』特集にて公言している。

### 『プレバト!!』関連
- 2019年9月5日の『プレバト!!』において「プレバト!!の収録日は1年間あいている。それだけ俳句に賭けている」ことを明かしている[26]。他に、俳句のお題「夏の日光 ハイキング」において、「山は一回も登ったことはない」ということも明かしている[27]。
- 音楽好きで、ブルースハープをミッキー・カーチスから譲られ、3000円払って教えてもらったというエピソードがある[28]。
- 2019年10月31日の俳句査定で、特待生から名人に上がる。名人への希望は「プレバト四天王、梅沢富美男、東国原英夫、藤本敏史（FUJIWARA）、村上健志（フルーツポンチ）の4人の内の誰かを蹴落として、そこに私が入りたい」ということを挙げた[29]。名人になった一句「色変えぬ松や渋沢栄一像」[29]が渋沢栄一記念館にかざられている[30]。
- 2020年7月2日の俳句査定で、梅沢が25年前にドラマに出演した際に撮られた、志らくにそっくりな梅沢の顔写真を梅沢自身がTwitterに載せたところ、志らくの方までとばっちり大炎上ということがあった[31]。
- 同じ落語家であり俳句査定の名人・特待生としても不定期出演している六代目円楽と春風亭昇吉にはライバル心を燃やし、共演した際には舌戦を繰り広げるのが恒例となっている[32][出典無効]。
- 2022年3月31日『プレバト!!』名人・特待生だけの俳句タイトル戦において、初優勝を果たした[33][34]。
- 2022年1月26日『プレバト!!』において「47都道府県 ふるさと戦」千葉編で、志らくの詠んだ「忘れ物を探しに菜の花を行く」が1位を獲得し、千葉のポスターに掲載されることになった[35]。
- 2023年2月2日『プレバト!!』において、お題「節分」で六代目円楽の追悼句を詠んだ[36]。

### 『笑点』関連
- 師匠である談志が創作し初代司会者を務めた演芸番組『笑点』（日本テレビ）について、自著やYouTubeにおいて「落語＝笑点」というイメージを嫌って、同番組に対して批判的な発言を行い「生涯笑点には出ない」とのコメントも出してはいた[37][38][39]。
  - しかし、前述した著書内での笑点への批判をした後に偶然旅先への道中で他の笑点メンバーと共に鉢合わせした際に、六代目円楽（当時・楽太郎）の対応に感謝の念を抱き、これを機に『笑点』への自身の意向が変化し、円楽が脳梗塞で入院中にはピンチヒッターとして4回も出演することになる（2022年5月15日・22日、2023年1月22日・29日）。これは円楽代打の大喜利ゲストとしては最多出演数だった[37][38][39]。なお、その円楽とは近年は『プレバト!!』（TBSテレビ）での共演経験もあることから親交があった（後述）[40]。
  - なお、談志の直弟子が同番組の大喜利コーナーに出演するのは志らくが初めてとなる[37][38][39]。

### 6代目 神田伯山との関係
- 6代目神田伯山からは松之丞時代からラジオ番組『問わず語りの神田伯山』で弄られているが、志らく本人はこれに対して「私の悪口に関しては大歓迎だが、もっと強い奴の悪口を言ってみな。談春兄の悪口を言えたら褒めてやるぞ」と反応している[41]。なお、志らくへの弄りはラジオだけでなく伯山出演のテレビ番組でも度々行われることがあり[42]、2021年6月27日放送の『太田伯山ウイカの『はなつまみ』この人はなぜモメる！？立川志らくと言い合いスペシャル』では志らくをゲストに迎えて伯山との舌戦が繰り広げられた[43]。2021年以降にTOKYO MXで放送されている特番『志らく・伯山の言いたい放だい』でも舌戦が繰り広げられている。
- 2024年1月にダウンタウンの松本人志の性的スキャンダルを擁護した際に大炎上したが、このことについて伯山は「明暦の大火」と皮肉交じりに評している[44]。
- なお、志らくと伯山との舌戦はあくまで「プロレス」であるとし、中には2人の喧嘩に本気で嫌悪感を示すネットユーザーに対しては苦言を呈している[45]。

### その他
- 2000年に離婚した元妻との間に子供が3人いる。血液型はO型。身長168cm。
- 出囃子は「花嫁人形」。
- 2014年11月30日と2015年1月11日放送の『大改造!!劇的ビフォーアフター』（テレビ朝日）で、談志は家族が住む家とは別に仕事場兼住居として使う一軒家を持っており、前座時代の志らくもそこに通っていたが、談志の没後は空き家状態となり、さらに酷い湿気などの問題点も浮上。その家に志らくが住みたいという意向を受け、談志の娘の松岡ゆみこが番組に依頼してリフォームを行い、現在も志らくが一家で住んでいる。
- 『ひるおび』（TBSテレビ）のコメンテーターに抜擢されたことにより、2017年上半期のブレイクタレント部門1位にランクインした[46]。2019年9月30日からは、自身がMCを務めるワイドショー番組『グッとラック!』が放送開始。
  - 2021年3月26日、1年半にわたりMCを務めた『グッとラック!』が最終回を迎えた。エンディングでは「半年から1年やれば、もっと違う番組になれたんじゃないかという悔しさはある」とコメントし、番組終了の無念さを語った[47]。
- 世論が暴力問題で揺れると暴力を憎む立場でコメントする人物でもあり、日馬富士による貴ノ岩への傷害事件に関しては、「本来なら解雇すべきであった」と憤慨していた[48]。また、貴ノ岩の付き人暴行事件に関しては、「引退して逃げずに幕下以下からでもやり直すべきだった」という趣旨のコメントをしており、貴ノ岩が引責引退を選んだことに対して激怒した[49]。
  - 大相撲に関して様々な批判的コメントをしていたが相撲自体は嫌いではなく、2020年5月場所が新型コロナウイルス感染拡大を受けて中止となった際にはむしろ「相撲を休んで……だけども相撲が無いことがどれだけ寂しいことかきっとみんな分かると思うんで」とコメントした[50]。
- 2019年5月に川崎市登戸通り魔事件を起こした容疑者について「1人の頭のおかしい人が出てきて、死にたいなら1人で死んでくれよって、そういう人は」と発言し、物議を醸した[51]。
- 2019年8月26日に放送した、医療バラエティ番組『名医のTHE太鼓判!SP』（TBSテレビ）の番組内で10年ほど前よりバセドウ病を患っていることを告白した[52]。
- 春風亭栄橋が罹っていたパーキンソン病を、戸塚ヨットスクールの戸塚宏が「ヨットスクールで鍛えれば治る」と申し出たため、談志は彼を同スクールに入学させている。談志の弟子の立川談春・志らく・関西・談々を付き添い役とし、彼らも入学した。
- 芸能界において知り合いはさん付け、スターは敬称略が礼儀というのが持論である[53][54]。
- Xの投稿に「親ガチャ失敗」と引用リポストした人物に「このコメントは許せません。即開示請求します」と怒りをあらわにした[55]。

## 一門
2019年5月20日、自身のTwitterアカウントで、自分が主宰する劇団の稽古に一門の弟子たちが一度も見学に来なかったことを嘆くツイートを投稿。そのうえで「全員、破門にするか前座に降格するか、である。どうせ師匠は優しいから謝れば許してくれると連中はなめている。数年前、同じ騒動が持ち上がったとき、破門通達したが皆泣いて詫びたから許してしまった。あのとき、破門にしとけばよかった」と、二つ目の弟子全員を降格もしくは破門にする考えを明らかにし、翌21日のツイートで二つ目全員を前座に降格させたことを投稿した。その後、同年7月1日付で志獅丸を真打に昇進させ、志奄、らく兵、らく人、がじらの4名を二つ目へ戻した（志ら門、志ら鈴は「二つ目に昇進したばかり」との理由で、この時点では二つ目に復帰させなかった）が、翌2020年1月1日付で志ら門、志ら鈴も二つ目に復帰させた。なお、後述する「↓」印はこの騒動により前座に降格した者を表す。

### 真打
- 立川志らら
- 立川志ら乃
- 立川こしら
- 立川志ゑん↓
- 立川らく朝 - 2021年5月2日死去
- 立川志ら玉 - 二代目快楽亭ブラック門下から移籍
- 立川らく次
- 立川志らべ
- 立川志獅丸↓
- 立川らく兵[注釈 4]↓

### 二ツ目
- 立川がじら↓
- 立川らく人↓
- 立川志ら鈴↓
- 立川うぃん
- 立川志ら門↓
- 立川らく萬
- 立川志らぴー

### 前座
- 立川志音

### 卒業（廃業）
卒業（=廃業）時期については不明な者が多い。
- 立川らく坊（一番弟子、1996年5月入門。 - 2022年[63]、静岡県出身）
- 立川らく丸（三番弟子）
- 立川らく吉（四番弟子、1996年6月入門）
- 立川こらく（1996年12月入門）
- 立川志ら松（2013年3月入門）
- 立川らく葉（2014年6月入門）
- 立川らくみん（2014年7月入門）
- 立川うぉるたー（2014年11月入門）
- 立川怒志（ぬし）（2015年5月入門）
- 立川志らん（2023年秋頃入門[64]）

### らく塾
上記の者以外にも、志らくの私塾「らく塾」受講生で、志らくから名前をもらったものがいる（家元存命時の「Cコース」に相当する）。
また、志ら乃・らく朝・らく次・らく兵など、らく塾受講生から正式に入門した者もいる。
- 立川らく生（MRT宮崎放送アナウンサー）らく塾1期生。

## シネマ落語
有名な映画をもとに、その舞台を江戸時代に変えて落語に翻案したもの。
- 「江戸半ちゃんショー」（トゥルーマン・ショーより）
- 「人情医者」（素晴らしき哉、人生!より）
- 「鰍沢の呪い」（シャイニングより）
- 「妾馬・下」（ダイ・ハードより）
- 「いかさま指南」（スティングより）
- 「たらちね後日談」（マイ・フェア・レディより）
- 「ろくろ首の情事」（危険な情事より）
- 「二番煎じ後日談」（アパートの鍵貸しますより）
- 「百兵衛」（ドライビング Miss デイジーより）
- 「田吾作」（デーヴ、影武者より）
- 「短冊の恋文」（ユー・ガット・メールより）
- 「吉原に死す」（ベニスに死すより）
- 「たまや」（天国から来たチャンピオンより）
- 「らくだの災難」（ハリーの災難より）
- 「あした舟」（あした、駅馬車より）
- 「幽霊　江戸の幻」（ゴースト/ニューヨークの幻より）
- 「蝦蟇の油の道」（道より）
- 「影清・女」（ライムライトより）
- 「落語ゴッドファーザー　紅羅坊名丸」（ゴッドファーザーより）
- 「目黒の秋刀魚の陰謀」（大統領の陰謀より）
- 「落語幕末太陽傳」（幕末太陽傳より）
- 「木乃伊取りの黙示録」（地獄の黙示録より）
- 「人力車」（タクシードライバーより）
- 「怪談・初天神」（オーメンより）
- 「吉原の休日」（ローマの休日より）
- 「ガンダム落語」（機動戦士ガンダムより）
- 「アシタカとサン」（もののけ姫より）

## 著書
- 『立川志らくのシネマ徒然草』 キネマ旬報社、2000年2月
- 『全身落語家読本』 新潮社、2000年9月 (新潮選書)
- 『落語は最高のエンターテインメント』講談社DVD book、2004年
- 『らくご小僧』新潮社、2004年6月
- 『志らくの落語二四八席辞事典』講談社、2005年4月
- 『立川志らくの現代映画聖書』講談社、2005年6月
- 『雨ン中の、らくだ』太田出版、2009年2月
- 『立川流鎖国論』梧桐書院、2010年11月
- 『落語進化論』新潮選書、2011年6月
- 『談志のことば』 徳間文庫、2012年　のち文庫
- 『談志・志らくの架空対談 談志降臨!?』講談社 2012年6月
- 『銀座噺 志らく百点』講談社 2013
- 『落語名人芸 「ネタ」の裏側 秘蔵資料 三越落語会 十一名人の「感どころ」 』講談社 2013年8月
- 『立川志らく まくらコレクション 生きている談志』 竹書房文庫 2016年11月
- 『志らくの言いたい放題』PHP文庫 2018年1月
- 「長屋紳士録 再考」『小津安二郎 大全』朝日新聞出版、2019年3月に収録
- 『志らくの食べまくら』双葉社 2020年3月
- 『進化する全身落語家 時代と芸を斬る超絶まくら集』 竹書房 2022年12月 ISBN 978-4801933385
- 『師匠』 集英社 2023年11月 ISBN 978-4087718515

### 共著
- 『DNA対談談志の基準』松岡弓子 共著 亜紀書房 2012

### 連載
- 『師匠』 小説すばる（集英社） 2022年12月号[69] - 2023年3月号[70]

## 主な作品

### 映画（監督作・自主制作）
- 異常暮色（1998年）
- 死神パラダイス（1999年）
- カメレオンの如き君なりき（2001年）
- SF小町（2002年）
- 不幸の伊三郎（2004年）

## 主な出演

### 演劇
劇団『下町ダニーローズ』。主宰、脚本、演出、出演
- 旗揚げ公演 「ブルーフロッグマンの憂鬱」池袋シアターグリーン、2003年6月
- 第2回公演 「未来ポリスマンの横恋慕」笹塚劇場、2003年12月
- 第3回公演 「エクソシスト達の憂さ晴らし」アートボックスホール、2004年11月
- 第4回公演 「いわゆるトイストーリーのようなもの リカちゃんと怪獣」シアターイワト、2005年5月
- 第5回公演 向田邦子原作「あ・うん」シアターイワト、2005年11月
- 第6回公演 「はなび」シアターイワト、2006年6月
- 特別　公演 向田邦子原作「あ・うん」再演 新宿シアターモリエール、2006年12月
- 第7回公演 シェークスピア原作「ヴェニスの商人？」アイピット目白、2007年6月
- 第8回公演 「どん底」アイピット目白、2007年12月
- 第9回公演 「あした～愛の名言集」（大林宣彦監督作品／赤川次郎原作：午前0時の忘れもの）新宿紀伊國屋ホール、2008年6月
- 第10回公演 「文学狂男」（原作：室生犀星 あにいもうと）千本桜ホール、2009年2月
- 第11回公演 「演劇らくご『鉄拐』」紀伊國屋ホール、2009年8月
- 第12回公演 「演劇らくご『疝気の虫』」シアターグリーン、2010年6月
- 第13回公演 「演劇らくご『ヴェニスの商人？火焔太鼓の真実』」シアターグリーン、2011年9月
- 第14回公演 立川談志追悼特別公演「演劇らくご『談志のおもちゃ箱』～ヴェニスの商人？黄金餅後日談」新宿シアターモリエール、2012年5月
- 第15回公演 「演劇らくご『死神が舞い降りる街』」赤坂レッドシアター、2013年6月
- 第16回公演 「演劇らくご『芝浜』」池袋シアターグリーン、2014年5月

劇団『謎のキューピー』。脚本、出演
- 旗揚げ公演 「白いゲルニカ」中野スタジオあくとれ、2011年7月
- 第2回公演 「せんきの虫」中野スタジオあくとれ、2012年2月
- 第3回公演 「異常暮色」下北沢Geki地下Liberty、2013年9月
- 第4回公演 「鯨岡桃子が、殺された理由」中野スタジオあくとれ、2014年2月
- 第5回公演 「鯨岡桃子が、殺された理由」再演　中野スタジオあくとれ、2014年9月
- 第6回公演 「地獄の同窓会」下北沢Geki地下Liberty、2015年2月

### テレビドラマ
- プレミアムドラマ 人生、成り行き 天才落語家・立川談志 ここにあり（2013年8月11日・18日、NHK BSプレミアム）
- 俺の家の話 第九話（2021年3月19日、TBSテレビ） - 立川志らく（本人） 役
- Eye Love You（2024年1月23日 - 3月26日、TBSテレビ） - 本宮誠 役[71]

### 映画
- 22才の別れ Lycoris 葉見ず花見ず物語（大林宣彦監督作品、2007年、角川ヘラルド映画） - 電話を取り次ぐ男 役
- ダーク・ラブ Rape（松村克弥監督作品、2008年、ケイ・エム・プロデュース）
- らくごえいが（2013年、アールグレイフィルム） - インタビュー出演
- リュミエール！（ティエリー・フレモー監督作品、2017年、ギャガ） - 日本語版ナレーション
- 妻よ薔薇のように　家族はつらいよIII（山田洋次監督作品、2018年、松竹）
- 引っ越し大名!（犬童一心監督作品、2019年、松竹） - ナレーション
- 男はつらいよ お帰り 寅さん（山田洋次監督作品、2019年、松竹） - 噺家 役
- 夏目アラタの結婚（堤幸彦監督作品、2024年、ワーナー・ブラザース映画） - 大高利郎 役[72]

### テレビ番組
- アンモナイト（1993年4月 - 9月、テレビ東京）
- ソリトン 野望山馳参寺!（1994年 - 1995年、NHK教育） - ナビゲーション坊主
- NONFIX「全身落語家宣言」（1996年、フジテレビ、是枝裕和監督）
- アナ☆パラ（2008年3月 - 7月、日本テレビ） - 月曜コメンテーター
- ひるおび!（2016年10月 - 、TBS） - コメンテーター [73]
- タモリ×山中伸弥「驚き!人体解明ヒストリー」（2018年3月31日、NHK総合） - ナレーション
- M-1グランプリ（朝日放送テレビ） - 審査員（2018年 - 2022年）
- グッとラック!（2019年9月30日 - 2021年3月26日、[74]TBSテレビ） - メインMC
- 立川志らくの演芸図鑑（2020年2月23日 -  、NHK総合）- MC[75]
- 100分 de 名著「宮本常一『忘れられた日本人』」（2024年6月、NHKEテレ）- 朗読

### ラジオ番組
- 立川らく生の笑いの殿堂（2006年4月 - 、宮崎放送）
- 名言3・6・5（ - 2009年3月、JFN）
- 志らくの歌の花道（2001年4月 - 2013年6月、IBC岩手放送） - パーソナリティ
- くにまるジャパン（2010年10月 - 2014年3月、文化放送） - 毎月第4金曜日コメンテーター

## 演じた俳優
- 濱田岳（ドラマ「赤めだか」、2015年）